# Andrew Kirmse
Andrew Kirmse (né en 1972), est un développeur de jeux vidéo connu pour être l'un des créateurs de Meridian 59 l'un des premiers MMORPG en 3D, avec son frère Chris Kirmse.

## Biographie succincte
Membre fondateur de la société Archetype Interactive en 1995, dans le cadre du projet Meridian 59, ils la revendent l'année d'après, en 1996, à The 3DO Company pour 5 millions de dollars en actions.
Il a par la suite travaillé pour LucasArts sur le titre Star Wars: Starfighter et est l'auteur du livre Game Programming Gems 4.
Andrew est depuis 2003 en poste chez Google au sein du programme Google Earth., où il dirigeait l’ équipe. Il a ensuite initié et piloté Google Now qui fut nommé Innovation de l'année par Popular Science en 2012, et remporta le Grand Prix 2013.